# Magdalena Sibylla Rieger

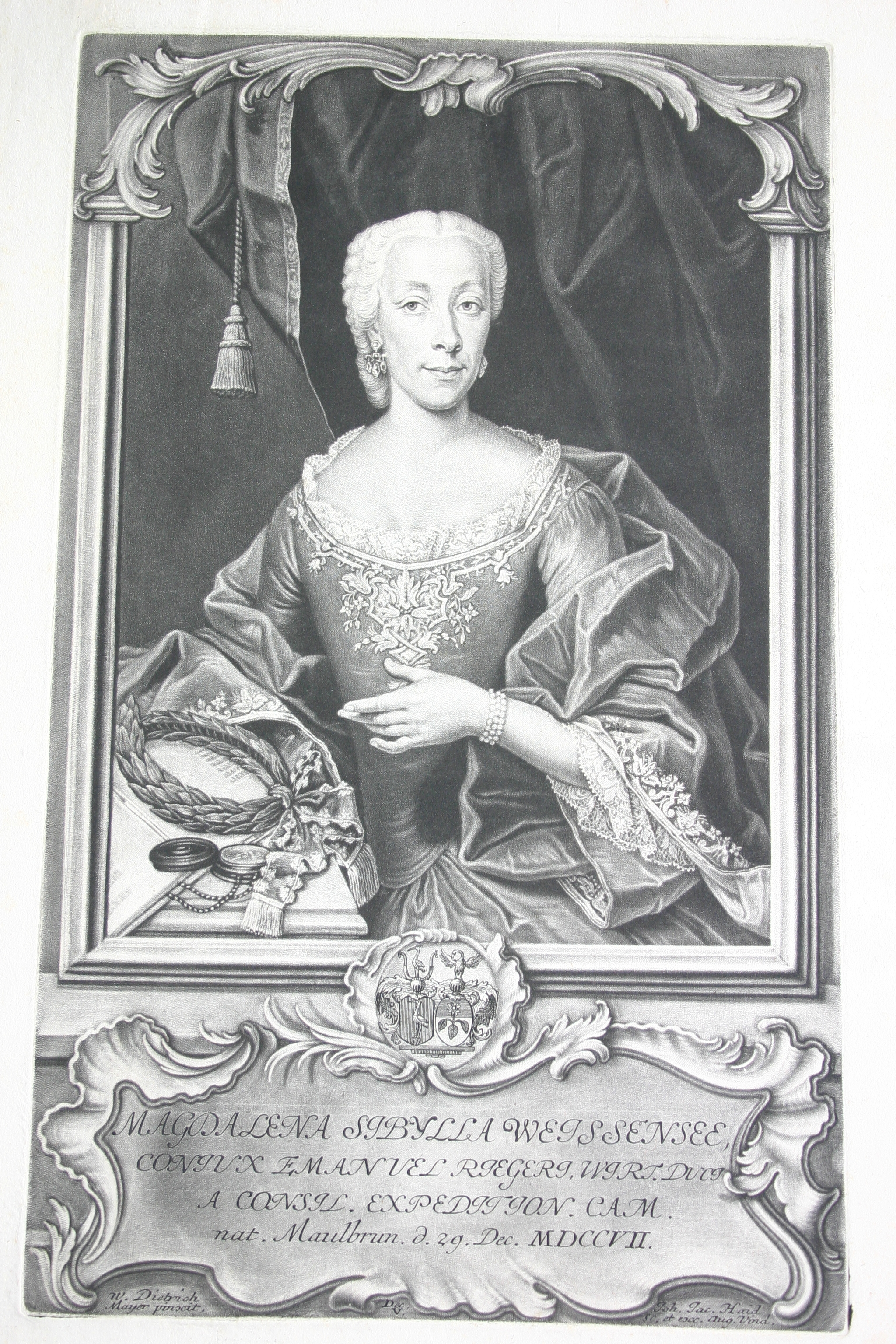
Magdalena Sibylla Rieger

Magdalena Sibylla Rieger (* 29. Dezember 1707 in Maulbronn; † 31. Dezember 1786 in Stuttgart) war eine deutsche Dichterin des Pietismus.

## Leben
Magdalena Sibylla Rieger wurde als Magdalena Sibylla Weißensee geboren. Ihr Vater Philipp Heinrich Weißensee war Pagenpräzeptor in Stuttgart und verschaffte ihr eine umfassende Ausbildung v. a. in Musik und Poesie. Einen Teil ihrer Kindheit verbrachte Magdalena Sibylla Rieger in Blaubeuren, da ihr Vater dort als Prälat Anstellung gefunden hatte. Inwiefern ihre Mutter Maria Dorothea geb. Schreiber in der Erziehung wirkte, ist bislang noch nicht erforscht. Magdalena Sibylla Rieger diente wie ihr Vater ebenfalls am Stuttgarter Hof: Sie war Kammerjungfer, bis sie 1723 im Alter von 15 Jahren den Blaubeurer Vogt Emmanuel Rieger heiratete, mit dem sie acht Kinder bekam. 1730 zog sie mit Rieger für ein Jahr nach Calw, ein Jahr später nach Stuttgart, wo ihr Mann als Amtsvogt tätig war. Dort traf sie ihren Vater, der als Prälat von Hirsau und Konsistorialrat ebenfalls nach Stuttgart versetzt worden war und ihre Schwester Maria Dorothea, seit 1729 mit Stiftsdiakonus Christoph Friedrich Stockmaier verheiratet, wieder.
In Calw begann sie zu schreiben. Sie verfasste – trotz teils heftiger, immer wiederkehrender starker Kopfschmerzen – unter anderem 67 Gedichte zu den Perikopen des Kirchenjahrs sowie eine Autobiografie (1742). Im Jahr 1743 wurde sie durch ein Privileg des Kaisers Karl VI., das dieser der Universität Göttingen verliehen hatte, als „Kaiserliche Dichterin“ ausgezeichnet, nachdem ihr Arzt und Gönner, Wilhelm Triller, ohne ihr Wissen einen ersten Sammelband ihrer Gedichte herausgegeben hatte. Noch im selben Jahr wurde sie außerdem Mitglied der Teutschen Gesellschaft in Göttingen als „poeta laureata“. 1746 erschien ein zweiter Gedichtband. 1750 wurde sie in die Deutsche Gesellschaft der Universität Helmstedt aufgenommen.
In ihrer zweiten Lebenshälfte erlitt Magdalena Sibylla Rieger viele Schicksalsschläge. 1758 wurde ihr Vater verdächtigt, an der von Herzog Karl Alexander geplanten Restauration des Katholizismus in Württemberg beteiligt zu sein und nach Denkendorf versetzt. Ihr Mann besuchte ihren Vater dort anlässlich seines Geburtstags und erlitt bei diesem Besuch einen tödlichen Schlaganfall. Ebenfalls starben drei Söhne in jungem Alter, 1763 dann auch ihr Schwiegersohn. Es ist nicht bekannt, ob sie fortfuhr zu dichten, es wurden zumindest keine weiteren Gedichte von ihr herausgegeben.
1772 wurde sie als einzige Frau in das Württembergische Gelehrtenlexikon von Johann Jakob Moser aufgenommen.

## Nachleben
Eines der Lieder der Magdalena Sibylla Rieger ist bis heute, allerdings in veränderter Form, im evangelischen Gesangbuch für Württemberg vertreten. Es trägt die Nummer 588 und den Titel Meine Seele in der Höhle suchet dich im dunklen Licht.
Lion Feuchtwanger stellte sie in seinem Roman Jud Süß als heimliche Geliebte des Joseph Süß Oppenheimer und als Mätresse des württembergischen Herzogs Karl Alexander dar. Dies ist allerdings nicht nachweisbar. Eine Verbindung zu Oppenheimer und dem Herzog bestand über Magdalena Sibyllas Vater, der ab 1727 Abt in Hirsau war und zwischen Oppenheimer und dem Herzog vermitteln musste.
Schriftlich belegt ist jedoch eine platonische Liebesbeziehung zu ihrem Arzt und Gönner Dr. Wilhelm Triller. Aus ihrem Briefwechsel geht hervor, dass diese Beziehung mit dem Einverständnis ihres Ehemannes geführt wurde.
In dem Film Friedrich Schiller – Der Triumph eines Genies (1940) wird sie von Dagny Servaes verkörpert.